# Asota timorana
Asota timorana är en fjärilsart som beskrevs av Rothschild 1897. Asota timorana ingår i släktet Asota och familjen nattflyn. Inga underarter finns listade i Catalogue of Life.